# Wanat (Wólka)
Wanat – część wsi Wólka w Polsce położona w województwie świętokrzyskim, w powiecie jędrzejowskim, w gminie Jędrzejów.

W latach 1975–1998 Wanat należał administracyjnie do województwa kieleckiego.